# Pilus
Pilus – rodzaj fimbrii, pustego w środku „włoska” komórkowego, zbudowanego z piliny, występującego u męskich osobników bakterii, u których ma miejsce zróżnicowanie płciowe. Podczas koniugacji bakterii przez pilusy materiał genetyczny w postaci plazmidów przechodzi z jednej komórki do drugiej. Przez pilusy mogą rozprzestrzeniać się bakteriofagi. 